# 이상심리학
이상심리학(異常心理學)은 주로 행동 이상을 연구하는 학문이며, 다수의 상이한 원인이 각각의 행동 이상을 야기시키는 것을 보여주고 있다.
이상심리학(異常心理學)은 정신, 기분, 행동의 개인병리의 본질을 이해하려는 심리적 탐색과 관련된 영역이다.

## 같이 보기
- 심리학
- 이상 심리